# Coleophora arachnias
Coleophora arachnias é uma espécie de mariposa do gênero Coleophora pertencente à família Coleophoridae.